# Драва Птуй (футбольний клуб, 2004)
Футбольний клуб «Драва Птуй» (словен. NK Drava Ptuj) — словенський футбольний клуб із міста Птуй, який виступає в Третій лізі Словенії, третьому дивізіоні словенського футболу. Клуб був заснований у 2004 році та юридично не вважається правонаступником «NK Drava Ptuj» (заснований у 1933 році), а статистика та нагороди двох клубів зберігаються Футбольним союзом Словенії окремо.